# Osmia nigroscopula
Osmia nigroscopula là một loài Hymenoptera trong họ Megachilidae. Loài này được Wu mô tả khoa học năm 1982.